# Église Saint-Philippe d'Aghione
L'église Saint-Philippe est une église catholique située à Aghione, dans le département français de la Haute-Corse.

## Localisation
L'église est située à proximité de la route départementale 443. Un cimetière la sépare de la voie publique.

## Historique
En 2012, sont effectués des travaux de réfection intérieure de l'édifice.